# Ritratto di Paul Guillaume (Modigliani Parigi)
Ritratto di Paul Guillaume è un dipinto a olio su tela (105 x75 cm) realizzato nel 1915 dal pittore italiano Amedeo Modigliani.
È conservato presso il Museo dell'Orangerie di Parigi.
L'effigiato è Paul Guillaume, un collezionista d'arte francese, a cui Modigliani dedicò in tutto tre dipinti.